# Lithophane rosetta
Lithophane rosetta là một loài bướm đêm trong họ Noctuidae.